# Fort de Vacherauville
Le fort de Vacherauville est un ouvrage fortifié situé sur le territoire de la commune de Charny-sur-Meuse, dans le département de la Meuse. Construit au tout début du XXe siècle, bétonné et cuirassé, il était le fort le plus moderne de la place forte de Verdun et le dernier fort construit en France avant la Première Guerre mondiale.
Pilonné par l'artillerie lourde allemande pendant la bataille de Verdun, puis ses cuirassements mis à la ferraille, il n'en reste que des ruines abandonnées. Les souterrains sont désormais occupés par les chiroptères.

## Le dernier-né

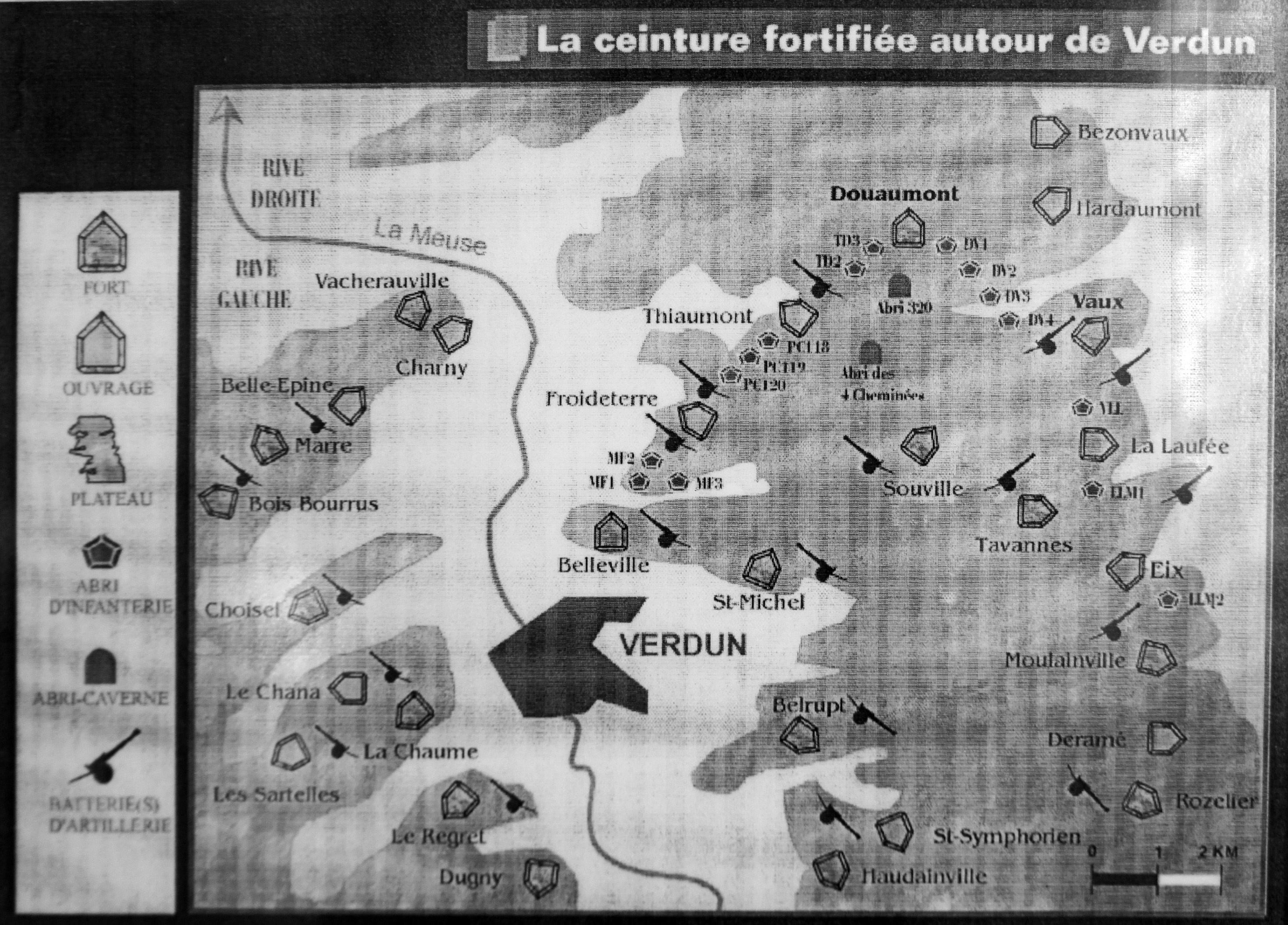
Dans la défense de Verdun

En 1871, le traité de Francfort établi la nouvelle frontière franco-allemande à seulement 44 km à l'est de Verdun ; surtout, la place forte de Metz étant devenue allemande, Verdun est désormais la principale place frontalière sur la route directe de Paris. Dans le cadre du système Séré de Rivières, un vaste programme de fortifications concerne l'Est de la France. À Verdun, en plus de l'ancienne enceinte urbaine et de la citadelle (du XVIIe siècle), qui doivent servir de réduit, deux ceintures de forts détachés sont successivement construites, la première entre 1875 et 1879 (forts de Belleville, Saint-Michel, de Souville, de Tavannes, de Belrupt et de la Chaume), la seconde de 1881 à 1888 (composée de vingt forts et ouvrages, le plus connu étant le fort de Douaumont). Tous ces forts sont construits en maçonnerie recouverte d'une épaisse couche de terre, l'armement principal étant placé à l'air libre.
À partir de 1900, les anciens forts sont progressivement modernisés en rajoutant dessus une épaisse couche de béton et en plaçant l'armement dans des casemates ou des tourelles. La ligne extérieure est renforcée par deux nouvelles fortifications, beaucoup plus modernes que les précédentes : d'une part au sud l'ouvrage de la Falouse (construit de 1906 à 1908), d'autre part au nord le fort de Vacherauville, ce dernier à l'emplacement d'une ancienne batterie d'artillerie.

## Description
Cette fortification a été construite sur la rive gauche de la Meuse, au sommet d'une petite crête dominant la vallée et le village de Charny du haut de ses 268 mètres d'altitude. Cet emplacement permet de contrôler la route venant de Varrennes (actuelle D38) et la voie ferrée longeant la rive du fleuve reliant Sedan à Verdun vie Stenay et Dun-sur-Meuse (ligne aujourd'hui désaffectée). Le fort se trouve ainsi un peu en saillant devant le poste de la Belle Épine, qui est 960 m au sud-ouest, et l'ouvrage de Charny, à 970 m au sud-est. Le fort de Vacherauville assure aussi la continuité des feux entre le fort de Marre (2,19 km à l'ouest) et l'ouvrage de Froideterre (à 4,59 km à l'est). Enfin, il porte le nom du village de Vacherauville, qui se trouve plus loin au nord-est, sur l'autre rive.
Les fossés, de huit mètres de large, dessinent un quadrilatère d'une surface de 1,2 hectare, ce qui est plus petit que les forts précédents (par exemple, le fort de Douaumont couvre 7,4 ha) pour former une cible plus modeste. La défense de ces fossés était assurée par une caponnière de gorge et deux coffres de contrescarpe (double à l'angle nord-ouest et simple au nord-est). L'armement principal est uniquement sous tourelles : deux tourelles pour un canon de 155 mm, une tourelle pour deux canons de 75 mm et une tourelle de mitrailleuses (une seconde était prévue).
Le casernement est en béton armé (voûté, épais de 2,5 m à la naissance et 1,8 m à la clé), avec de petites ouvertures bordant le fossé de gorge. Les façades de la caserne et des coffres sont bordées par un fossé diamant pour récupérer les débris en cas de bombardement. Les couloirs menant aux différents organes de combat sont eux-aussi sous béton, avec un éclairage électrique et une ventilation mécanique.

## Première Guerre mondiale

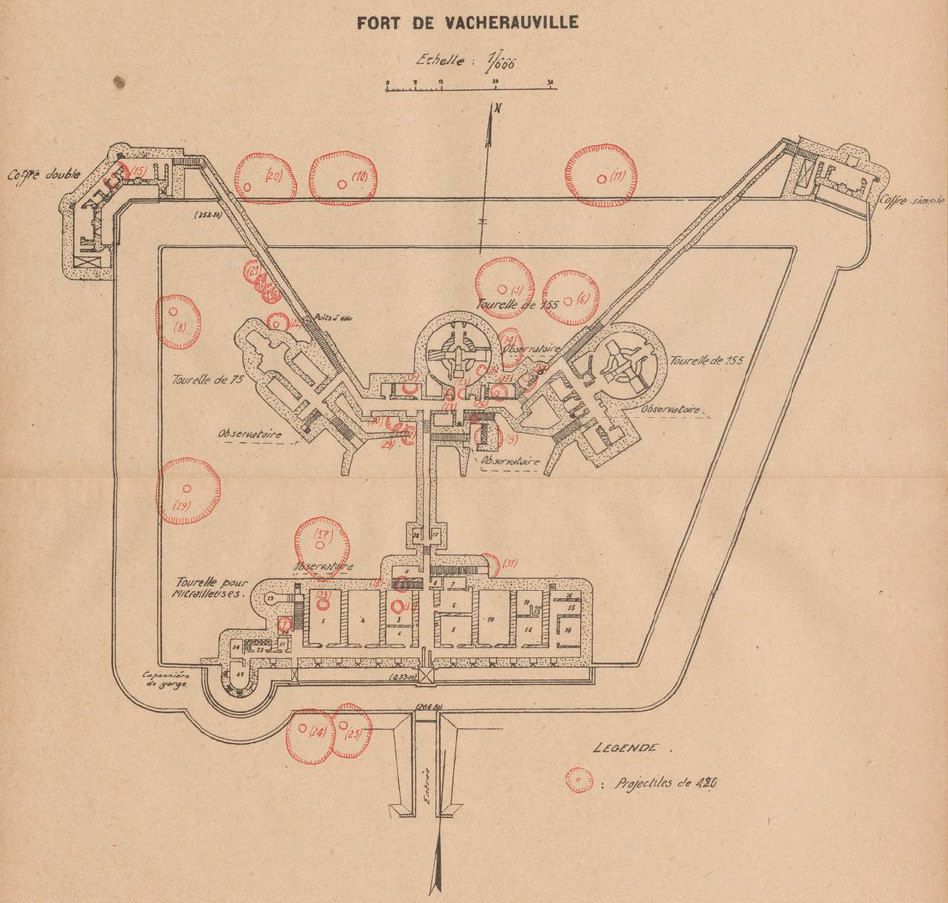
Plan du fort en noir, avec indiqué en rouge les impacts des obus allemands de très gros calibre.

Au déclenchement de la mobilisation française (les opérations de couverture commencent dès le 31 juillet 1914, sous forme d'un « exercice complet de mobilisation »), le pont-levis n'est pas en place, il manque la seconde tourelle de mitrailleuses et l'installation de la seconde tourelle de 155 mm n'est pas terminée (le béton de la collerette n'est pas encore coulé et le canon n'est pas placé sur son affût). Les travaux sont interrompus pas la mise en défense de la place, c'est-à-dire le déploiement des troupes, l'armement des batteries d'intervalle, le dégagement des glacis, le creusement de plusieurs kilomètres de tranchées et l'aménagement des réseaux de barbelés entre les forts et ouvrages. La garnison est composée d'une demi-compagnie du 165e régiment d'infanterie, d'une batterie du 5e régiment d'artillerie à pied un d'un détachement du génie. Les tourelles de 155 mm ouvrent le feu en septembre 1914 sur quelques cibles allemandes repérées vers Regnéville-sur-Meuse et Forges-sur-Meuse (40 obus).
Dès le premier jour de la bataille de Verdun, le 21 février 1916, l'artillerie lourde allemande prend le fort pour cible, l'arrosant d'abord avec des obus de 15 et 21 cm, puis à partir du 23 février avec des obus de 30 et 38 cm. Le 24, les troupes allemandes sont à portée utile (environ six kilomètres) d'où l'ouverture du tir par les tourelles de 155 et celle de 75 mm qui délivrent ce jour-là environ 3 000 obus sur Samogneux ainsi que les routes de Beaumont et de Louvemont : la réaction allemande fut de concentrer les tirs sur le fort pour le faire taire. Le 5 avril, le général Guillaumat (alors chef du 1er corps), donne l'ordre de n'utiliser désormais les tourelles qu'en cas d'attaque allemande. Dès le printemps, le front se trouve à 1 800 m du fort. Pendant l'été 1916, plusieurs obus de gros calibre firent des dégâts : les premiers obstruèrent la galerie nord-sud et l'accès au coffre double, d'autres ravagèrent le béton autour des tourelles, certains explosant après avoir pénétré dans la dalle de béton armé.

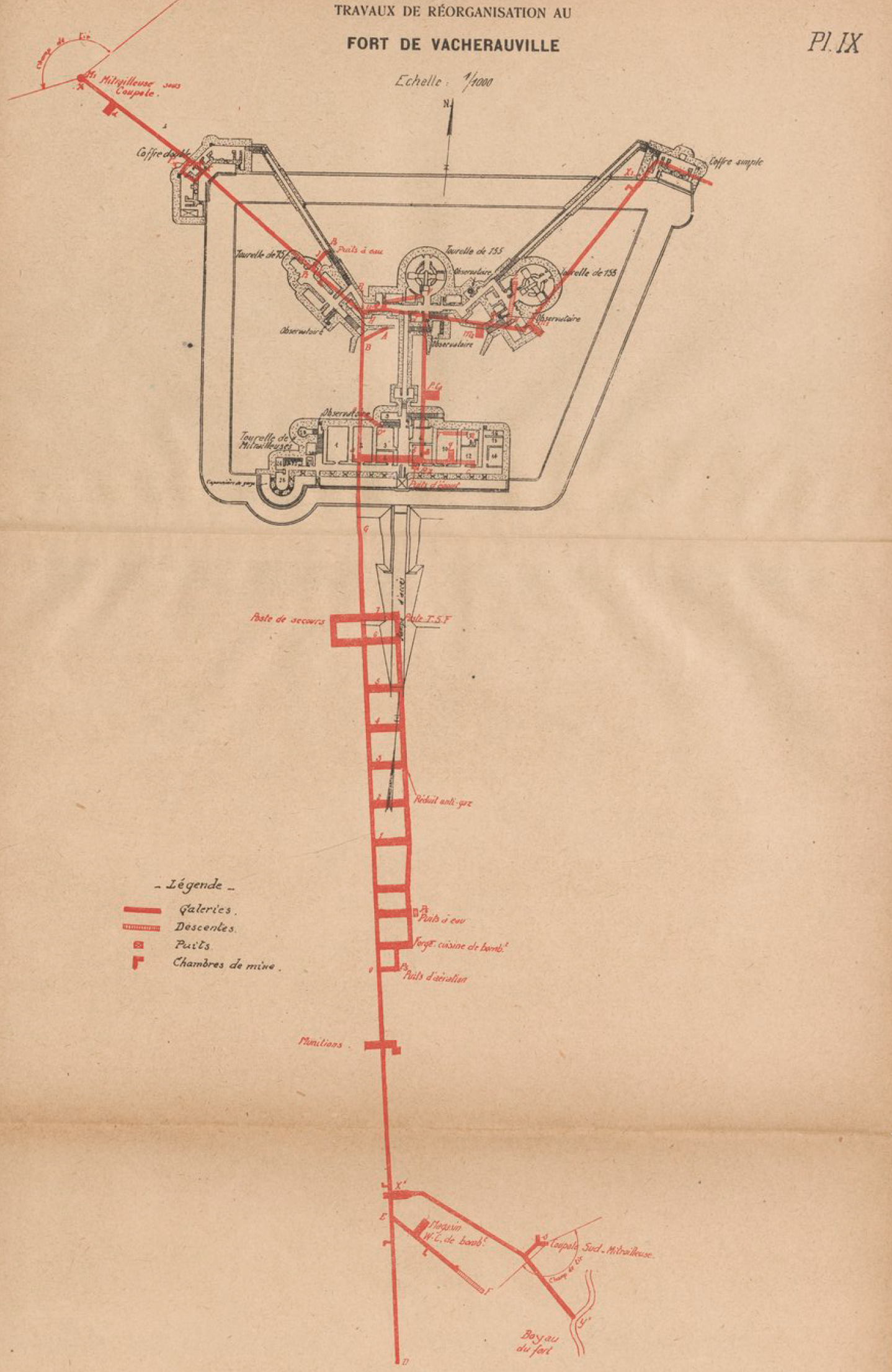
Plan du fort avec en rouge les galeries creusées en profondeur.

Pour protéger la garnison du matraquage, des galeries sont creusées en dessous du fort (jusqu'à 18 mètres de profondeur) et utilisées comme abris lors des bombardements ; un puits de 25 m fournit désormais l'eau, tandis qu'une galerie de 260 m de long mène à trois sorties loin sur l'arrière. Le 15 décembre 1916, les tourelles du fort participèrent aux tirs de barrage lors de l'attaque française sur la côte du Poivre, envoyant quelque 1 200 obus. La réponse arriva les 1er, 3 et 6 février 1917, le fort recevant trois séries d'une trentaine d'obus de 42 cm : la tourelle de 75 mm est touchée, d'où quinze jours de réparations. Au total, le fort et ses abords ont reçu 110 obus de 42 cm, 2 138 de 38, 30 ou 28 cm, ainsi que 5 038 de 21 ou 15 cm.
Fin 1917, une partie des galeries souterraines est aménagée en abri-caverne, avec infirmerie et cuisine, le tout pressurisé pour éviter les intoxications par les gaz. Deux casemates Pamart (un petit cuirassement pour une mitrailleuse) sont installées, l'une au nord-ouest du fort, l'autre près des sorties au sud-est. À la fin du conflit, les galeries souterraines font un total de 1 165 m de long.

## Après-guerre
Lors de l'inspection de 1922, les tourelles de Vacherauville sont décrites comme en « mauvais état, matériel à enlever ». La Commission de défense des frontières en 1926 décrète le fort comme inutilisable. Les galeries de 1916-1917 (elles sont appelées « réseau de 17 ») sont majoritairement bétonnées en 1933 pour éviter les effondrements.
Le 15 juin 1940 au matin, la 76e division allemande attaque au nord-ouest de Verdun : l'assaut sur le fort de Vacherauville est confié au 1er bataillon du 178e régiment d'infanterie. Quand les groupes d'assaut commencent à grimper la pente, un groupe de mitrailleuses et les tourelles déclenchent leurs tirs. Arrivés sur les dessus du fort, les pionniers glissent des charges explosives dans les embrasures des observatoires cuirassés : le fort se rend à 11 h 15.
Les cuirassements sont mis à la ferraille en 1943-1944, ne laissant à l'emplacement des tourelles que des puits. Après la Libération, le fort est laissé à l'abandon, se couvrant d'arbres.
Il est devenu un gîte d'hibernation et surtout de mise-bas pour les chauves-souris (notamment environ 160 Grands rhinolophes et une vingtaine de Vespertilions à oreilles échancrées), d'où l'achat du terrain par le Conservatoire d'espaces naturels de Lorraine (fort et glacis sur une surface de 8,7 hectares), la pose de grilles pour fermer aux humains les accès aux galeries et l'intégration du site au réseau Natura 2000 (au sein du « corridor de la Meuse »).